# Coutiches
Coutiches é uma comuna francesa na região administrativa de Altos da França, no departamento do Norte. Estende-se por uma área de 16.34 km². Em 2010 a comuna tinha 3 086 habitantes (densidade: 188,9 hab./km²).